# Barbara Maria Messner
Barbara Maria Messner (* 1974 in Bayern) ist eine deutsche Schauspielerin, Tänzerin und Synchronsprecherin.

## Werdegang
Von 1987 bis 1991 absolvierte Messner ein Studium in Tanz und Tanzpädagogik an der Hochschule für Musik und Tanz in Rotterdam (heute: Codarts), mit einer Spezialisierung auf Moderner Tanz, Tanztheater und Improvisation. Eine Ausbildung in Schauspiel, Sprechen und Bühnengesang erworb sie durch Schauspielunterricht von 1988 bis 1993 in den Niederlanden und Paris, und später von 1996 bis 2000 an der Otto-Falckenberg-Schule in München. Von 2001 bis 2003 besuchte Messner außerdem die HFF München, an der sie von Dieter Wardetzky in Filmschauspiel unterrichtet wurde. 2005 wurde sie an der IFS von Cédric Klapisch ebenfalls in Filmschauspiel unterrichtet. Außerdem erlernte sie von 2017 bis 2018 bei Ivana Chubbuck die Chubbuck-Schauspieltechnik.
Seit 1992 war Messner in zahlreichen Filmen und Fernsehserien, unter anderem Der Kaiser von Schexing, Die Rosenheim-Cops, Sturm der Liebe und Rote Rosen zu sehen. Außerdem spielte sie in zahlreichen Theaterstücken mit und führte bei einigen auch selbst Regie.
Des Weiteren schreibt sie auch, ihr Live-Hörspiel Der Geist der Frau Kazumoro wurde 2017 von Radio München übertragen.
Sie spricht sechs Sprachen fließend – Deutsch, Italienisch, Französisch, Holländisch, Englisch und Portugiesisch – und außerdem noch gut Spanisch.

## Filmografie
- 1992: Darwin
- 1998: Café Meineid
- 1998: Miracle Baby – Oder das Ende der Fortpflanzung wie wir sie kennen
- 1998: Paramorphose
- 1999: Nacht über Edensloh
- 2002: Ein seltsames Paar
- 2002: Mel & Ed
- 2004: Liebe Amelie
- 2005: Die Handwerker Gottes
- 2005: Unter der Sonne
- 2005: Zwei Zivis zum Knutschen
- 2006, 2016: Aktenzeichen XY ... ungelöst
- 2007–2009, 2010: Der Kaiser von Schexing
- 2009: Isarnächte
- 2009: Klimawechsel
- 2009: Viki Ficki (Kurzspielfilm)
- 2010, 2016: Die Rosenheim-Cops
- 2010, 2011: Kanal Fatal
- 2010: Sturm der Liebe
- 2011: Herzflimmern – Die Klinik am See
- 2011: Angezettelt – Horst und Marie (Kurzspielfilm)
- 2011: München 72 – Das Attentat
- 2012: Hope (Werbefilm)
- 2013: Um Himmels Willen
- 2014: Hubert und Staller
- 2015: Rote Rosen
- 2015: Die Trapp Familie – Ein Leben für die Musik
- 2016: Maria, Argentinien und die Sache mit den Weißwürsten
- 2018: Kirschblüten & Dämonen
- 2019: Aktenzeichen XY … ungelöst
- 2020: Watzmann ermittelt
- 2020: Alte Wunden soll man aufreißen
- 2021: Zimmer mit Stall – Schwein gehabt
- 2023: Die Rosenheim-Cops[4]
- 2024: Kitchen[5]

## Theater
- 1994: Int. Theaterfestival Unna, Die letzten Tage der Menschheit, diverse, Regie: Helmut Palitsch
- 1998: Residenztheater München, Weiße Ehe, diverse, Regie: Constanze Lauterbach
- 1999: Neues Theater München, Blindsicht Akt 2, Erblindende, Regie: Horst Konietzny
- 1999: Akademietheater München, Il combattimento di Tancredi e Clorinda, Schicksalsengel, Regie: Doris Heinrichsen
- 2000: EXPO Hannover, Der Zauberlehrling, Zauberlehrling, Regie: Horst Konietzny
- 2000: Gärtnerplatztheater München, Lustige Witwe, Cancan Tänzerin, Regie: Franz Winter
- 2001: Eisfabrik Hannover, Nighthawks, Frau Hopper, Regie: Wolfgang Piontek
- 2002: Tollwood München, Oraculos, Wahrsagerin, Regie: Enrique Vargas
- 2003: I-camp München, Undine geht, Erzählerin, Regie: Berivan Kaya
- 2004: Neuwerk Konstanz, Pathos München, Robinson, Robinson, Regie: Hedwig Huber
- 2005: i-camp München, bauchFrei, Moderatorin, Regie: Barbara Maria Messner
- 2006: Salzburger Festspiele, Zauberflöte, diverse, Regie: Pierre Audi
- 2006: Muffathalle München, Lovezoo, Performerin, Regie: Felix Ruckert
- 2007: Picnicart Festival, Italia, Il soriso del gatto bianco, Gatto bianco, Regie: Barbara Maria Messner
- 2008: Theatre des Asphodeles, Lyon, Tournee, Cabaret du desert, Lilly, Regie: Eva Biermann
- 2009: Montelimar, Casimir et Caroline, Caroline, Fumee, Juponnard, Straßensängerin, Regie: Yves Faure
- 2010–2016: Performance Research, Performerin, Regie: u. a. Andrew Morrish, Juan Dominguez, Davis Freeman
- 2012: Festival Rodeo, Public domestic: slow down to see further, Performerin, Regie: Monica Gomis & Pau Faus
- 2015–2016: Pathos transport München, Der Mieter, Babette Wegmann, Regie: Martin Kindervater
- 2017: Think twice- another day: paradiese, Performerin, Regie: Horst Konietzny
- 2017: Der Geist der Frau Kazumoro, Sprecherin, Regie: Barbara Maria Messner
- 2018: Chania, Crete, Performance laboratory, Performer, Regie: Yorgos Karamalegos
- 2018: Festival Rodeo München, Play&stay 1–5, Manifestantin, Regie: Christiane Huber
- 2019: Festival Spielart München, Olomoyoyo, Performerin, Regie: Jelili Atiku[6]
- 2021: Festival Spielart München, To burn, forest, fire, Zeremonienmeisterin, Regie: Katie Paterson / Bang bang wo, Übersetzerin, Regie: Nelisiwe Xaba
- 2023: Kunstbauwerk Vierraden, L'amour est un oiseau rebelle, Performerin, mit  Margarete Huber (Gesang)
- 2024: Unser Theater Schwabhausen: Diatriba de Amor contra un hombre sentado, Graciella, Regie Otto Novoa
- 2024: Fond Daku, Flausen+ / Festival Pegelstände: Die Übergabe, Performerin, mit Margarete Huber[7]

## Sprecherin
- 2015: Radio Tatort Schenja – Radiosendung – Bayerischer Rundfunk
- 2017: Der Geist der Frau Kazumoro – Live-Hörspiel – Radio München
- 2020: Erinnerungen einer Überflüssigen – Radiosendung – Bayerischer Rundfunk[8]